# Edward Sedgwick

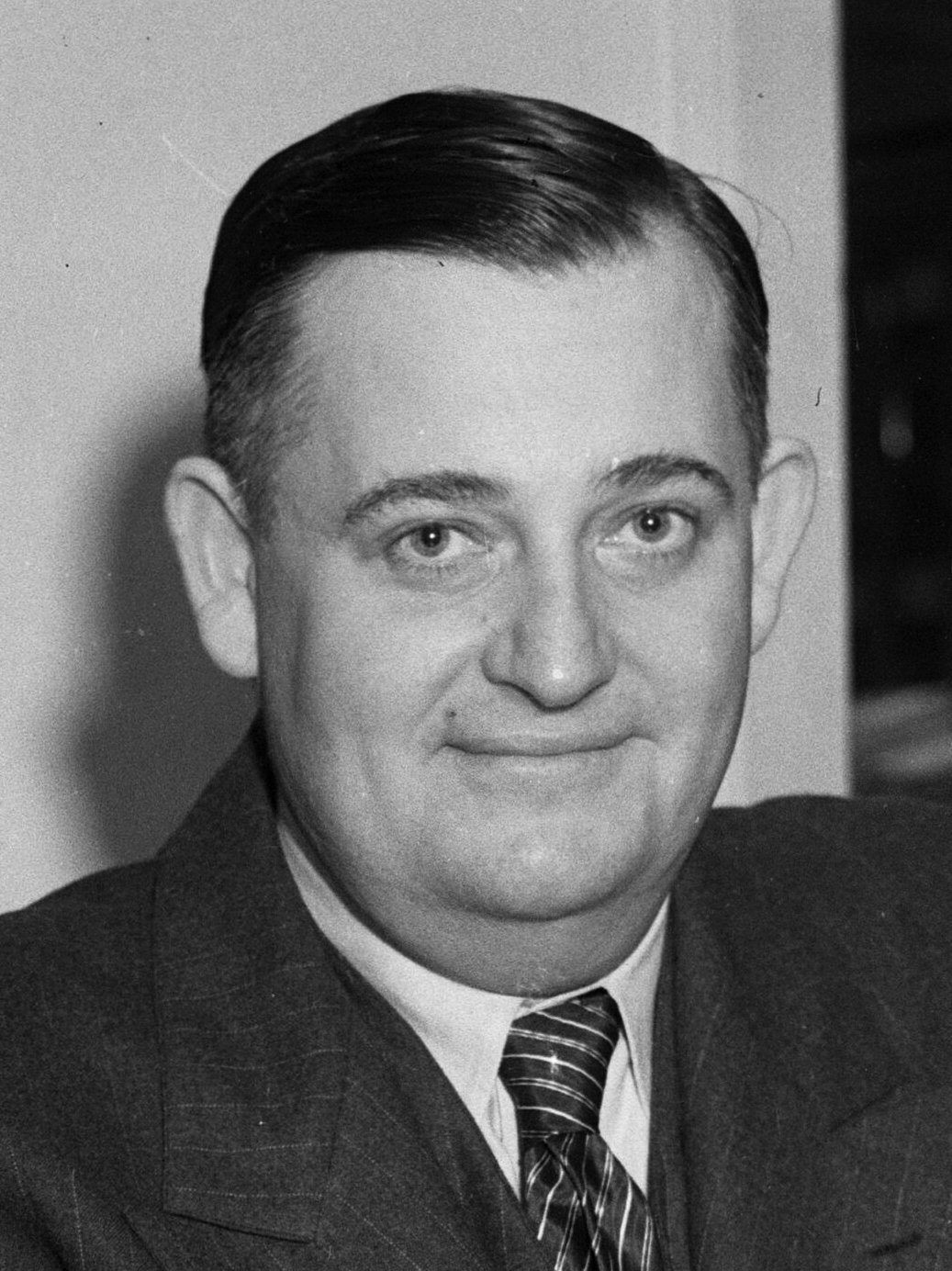
Edward Sedgwick (1933)

Edward Sedgwick (* 7. November 1891 in Galveston, Texas; † 7. März 1953 in Los Angeles, Kalifornien) war ein US-amerikanischer Schauspieler, Regisseur und Filmproduzent.

## Leben
Sedgwick wurde in Galveston, Texas, als Sohn von Edward Sedgwick, Sr. und Josephine Walker, beide Theaterschauspieler, geboren. Seine jüngeren Geschwister waren die Schauspielerinnen Eileen Sedgwick und Josie Sedgwick. Erste Erfahrungen im Filmgeschäft machte Sedgwick als Schauspieler in den Jahren 1915 bis 1924. Insbesondere bis 1917 war er vor allem in Kurzfilmen zu sehen. 
Mit dem Jahr 1917 wandte sich Sedgwick auch dem Verfassen von Drehbüchern zu, ab 1920 begann er, Filme selbst zu inszenieren. Er war dabei auch Regisseur einiger Filme Buster Keatons am Übergang vom Stummfilm zum Tonfilm. Als Regisseur war er bis zu seinem Tod tätig, während er als Drehbuchautor nur bis Ende der 1930er Jahre in Erscheinung trat. Im Jahr 1958 erhielt Sedgwick einen eigenen Stern auf dem Hollywood Walk of Fame. 
Sedgwick starb an einem Herzinfarkt in North Hollywood, Kalifornien. Er wurde auf dem Holy Cross Cemetery in Culver City beerdigt.

## Filmografie (Auswahl)

### Regisseur
- 1920–1921: Fantomas (Serial)
- 1921: Live Wires
- 1921: Bar Nothin’
- 1921: The Rough Diamond
- 1922: Chasing the Moon
- 1922: The Bearcat
- 1922: Boomerang Justice
- 1922: Do and Dare
- 1922: The Flaming Hour
- 1923: The First Degree
- 1923: Romance Land
- 1923: The Gentleman from America
- 1923: Single Handed
- 1923: Dead Game
- 1923: Shootin’ for Love
- 1923: Out of Luck
- 1923: Blinky
- 1923: The Ramblin’ Kid
- 1923: The Thrill Chaser
- 1924: Hook and Ladder
- 1924: Ride for Your Life
- 1924: 40-Horse Hawkins
- 1924: Broadway or Bust
- 1924: Hit and Run
- 1924: The Sawdust Trail
- 1924: Hoot Gibson, der Rächer der Berge (The Ridin’ Kid from Powder River)
- 1925: The Hurricane Kid
- 1925: Der Sattelfalke (The Saddle Hawk)
- 1925: Let ’er Buck
- 1925: Das Phantom der Oper (The Phantom Of The Opera)
- 1925: Lorraine of the Lions
- 1925: Two-Fisted Jones
- 1926: Under Western Skies
- 1926: Der Todesritt vom Little Bighorn (The Flaming Frontier)
- 1926: The Runaway Express
- 1926: There You Are!
- 1926: Tin Hats
- 1927: Slide, Kelly, Slide
- 1927: Der Held von Fort Runson (The Bugle Call)
- 1927: Spring Fever
- 1927: Der Schlauberger (West Point)
- 1928: Zirkus-Babys (Circus Rookies)
- 1928: Buster Keaton, der Filmreporter (The Cameraman)
- 1929: Trotzheirat (Spite Marriage)
- 1930: Buster rutscht ins Filmland (Free and Easy)
- 1930: Estrellados
- 1930: Der brave Soldat Elmer (Doughboys)
- 1930: Remote Control
- 1931: Casanova wider Willen (Parlor, Bedroom and Bath)
- 1931: A Dangerous Affair
- 1931: Maker of Men
- 1931: The Big Shot
- 1932: Wer andern keine Liebe gönnt (The Passionate Plumber)
- 1932: Der Theaterprofessor (Speak Easily)
- 1933: Bier her! (What! No Beer?)
- 1933: Horse Play
- 1933: Saturday’s Millions
- 1934: The Poor Rich
- 1934: I’ll Tell the World
- 1934: Here Comes the Groom
- 1934: Death on the Diamond
- 1934: Father Brown, Detective
- 1935: Gefahr im Dunkeln (Murder in the Fleet)
- 1935: The Virginia Judge
- 1936: Mr. Cinderella
- 1937: Sternschnuppen (Pick a Star)
- 1937: Ein schwerer Junge in dünner Luft (Riding on Air)
- 1937: Fit for a King
- 1938: Ein Gladiator namens Hugo (The Gladiator)
- 1939: Burn ’Em Up O’Connor
- 1939: Beware Spooks!
- 1940: So You Won’t Talk
- 1943: Schrecken aller Spione (Air Raid Wardens)
- 1948: Der Superspion (A Southern Yankee)
- 1951: Ma and Pa Kettle Back on the Farm

### Darsteller
- 1915: Slim Fat or Medium
- 1916: Hired, Tired and Fired
- 1916: Some Heroes

### Drehbuchautor
- 1926: Der Todesritt von Little Big Horn (The Flaming Frontier)
- 1928: Zirkus-Babys (Circus Rookies)
- 1935: Gefahr im Dunkeln (Murder in the Fleet)